# Великий Гетсбі (фільм, 2013)
«Великий Гетсбі» (англ. The Great Gatsby) — австралійсько-американський драматичний фільм у форматі 3D, знятий у 2012 році режисером Базом Лурманном на основі роману Френсіса Скотта Фіцджеральда «Великий Гетсбі». У головних ролях — Леонардо Ді Капріо, Тобі Маґвайр та Кері Малліган. Стрічка відкрила 66-й Каннський кінофестиваль і отримала суперечливі відгуки критиків та глядачів.

## Сюжет
Нік Керравей — випускник Єльського університету і ветеран Першої світової війни. Улітку 1922 року він приїздить до Нью-Йорка, де оселяється у невеликому будинку на Лонг-Айленді, поряд з розкішною віллою дуже заможного і надзвичайно таємничого Джея Гетсбі. По той бік затоки, на протилежному березі, разом зі своїм чоловіком Томом, мешкає кузина Ніка — Дейзі Б'юкенен.
У своєму маєтку Гетсбі часто влаштовує гучні вечірки, хоча сам у них участі не бере. Несподівано, на одну з таких вечірок отримав запрошення й Нік Керравей. Згодом вони з Джеєм Гетсбі стали приятелями і Нік дізнався, що той багато років кохає його кузину Дейзі.

## Історія створення
Зняти свою версію «Великого Гетсбі» Баз Лурманн вирішив ще у 2004 році під час подорожі транссибірським експресом з Пекіна через північ Росії до Парижа, десь посеред Сибіру прослухавши аудіокнигу Фіцджеральда. На той час продюсери Дуглас Вік та Люсі Фішер вже протягом двох років намагалися здобути права на екранізацію цього роману. Лурманн запропонував об'єднати зусилля і таким чином вони зрештою досягли своєї мети.
Попередньо знімати фільм планувалося у Нью-Йорку, але зрештою, з огляду на те, що так буде більш ефективно, майже все знімання провели в Австралії.

## Костюми та декорації

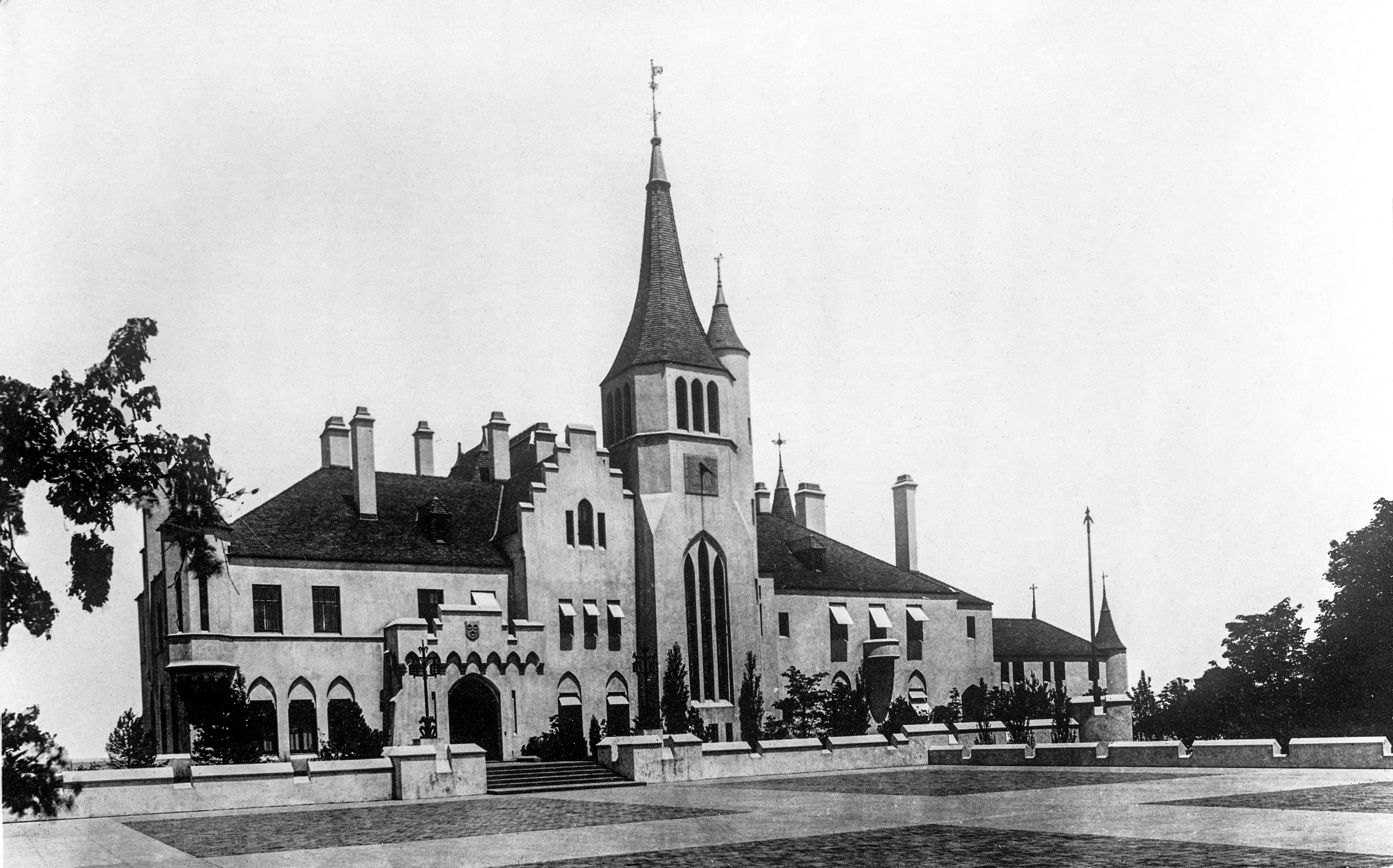
Головний фасад маєтку «Beacon Towers». Фото 1922 року

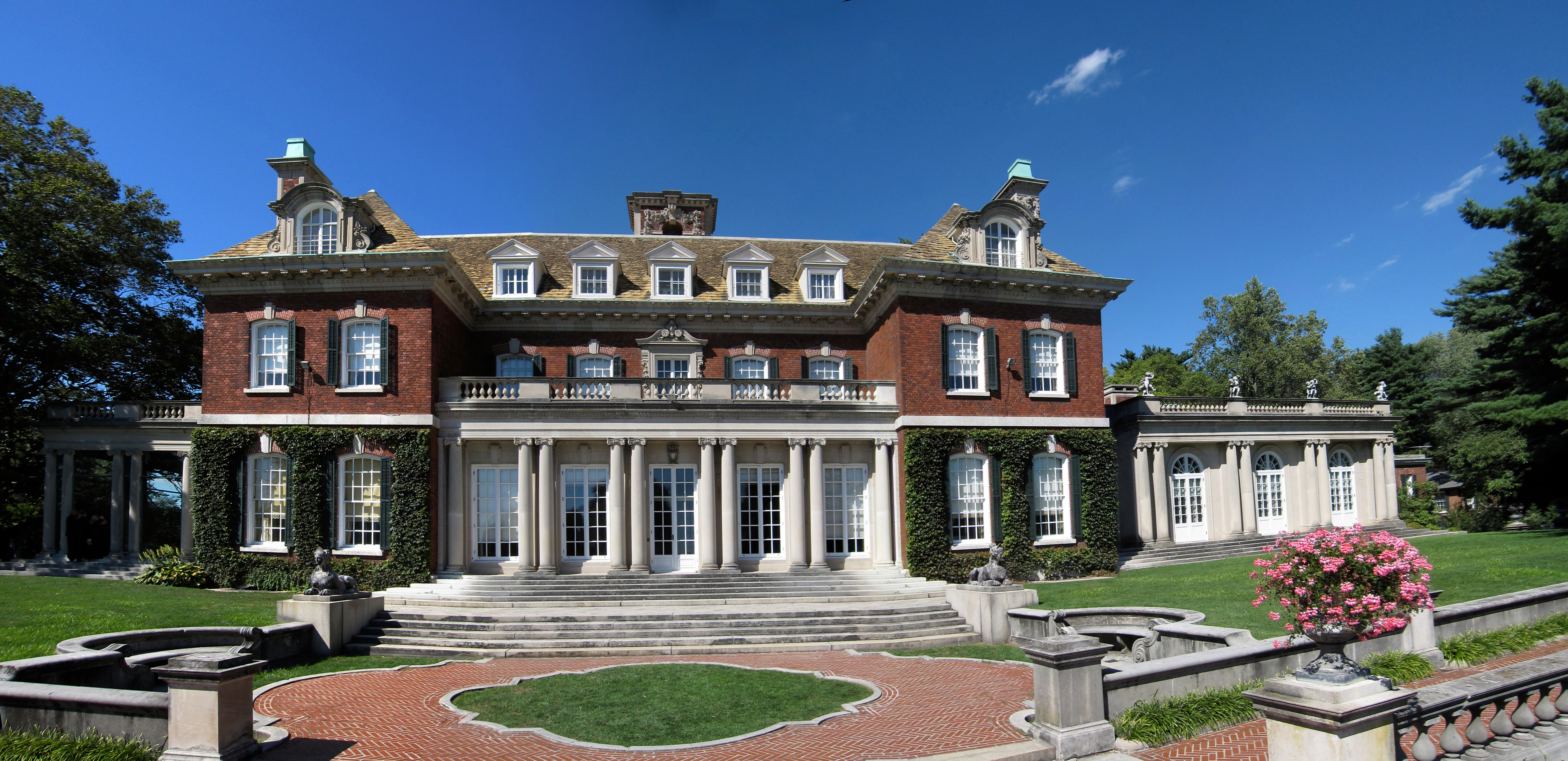
«Сади Олд Вестбері»

Працюючи над відтворенням стилю 20-х років, команда База Лурманна вивчила численні фото та відеоархіви тих часів, відвідала місця подій, а також ретельно дослідила тексти самого роману й інших творів Фіцджеральда.
Так, архітектура та інтер'єри маєтків, зображених у картині, мають реальне підґрунтя: джерелом натхнення для декорацій будинку Джея Гетсбі став палац «Beacon Towers» (зруйнований 1945 року), а для садиби Дейзі Б'юкенен — обійстя «Сади Олд Вестбері» у графстві Нассау на Лонг-Айленді. До того ж дослідники стверджують, що Фіцджеральд свого часу жив поряд з «Beacon Towers», і саме його, як помешкання Гетсбі, описав у своєму романі.
Не менш ретельним був підхід і до створення костюмів героїв. Художник-постановник Кетрін Мартін, лауреат премій «Оскар» і «БАФТА», дружина База Лурманна і його незмінний партнер на знімальному майданчику, тривалий час присвятила вивченню одягу епохи у бібліотечних фондах та архівних колекціях нью-йоркського Музею мистецтва Метрополітен.
Розробка чоловічих костюмів відбувалася у співпраці з відомою американською компанією «Brooks Brothers», яка виготовила для фільму понад 2000 одиниць одягу та в цілому допомогла створити близько 1200 костюмів. Деякі елементи вбрань було дещо модернізовано, особливо у жіночих моделях, до роботи над якими долучився італійський дім моди Prada. Дизайнер Міучча Прада розробила 40 суконь для сцен вечірок, а також стала автором вишуканої сукні та хутра, які були на Дейзі Б'юкенен під час її першого та єдиного візиту на одну з вечірок у Гетсбі (вони ж на актрисі на фото у постері до фільму). Доповненням костюма Дейзі стали діадема з перлами й діамантами від Тіффані та коштовна обручка, яку вона носить впродовж всього фільму.

## Актори
| Актор              | Роль                  |
| ------------------ | --------------------- |
| Леонардо Ді Капріо | Джей Гетсбі           |
| Кері Малліган      | Дейзі Б'юкенен        |
| Тобі Маґвайр       | Нік Керравей          |
| Айла Фішер         | Міртл Вілсон          |
| Джоел Едґертон     | Том Б'юкенен          |
| Елізабет Дебікі    | Джордан Бейкер        |
| Джейсон Кларк      | Джордж Вілсон         |
| Амітабх Баччан     | Мейєр Вульфшім        |
| Джек Томпсон       | доктор Волтер Перкінс |
| Аделаїда Клеменс   | Катерина Вілсон       |
| Баз Лурманн        | офіціант              |

## Український Дубляж
- Студія: Постмодерн[6]
- Перекладач: Олег Колесніков
- Режисерка дублювання: Анна Пащенко
- Керівниця проєкту: Катерина Фуртас

Ролі дублювали:
- Фотограф — Олександр Погребняк
- Джей Гетсбі — Іван Розін

А також: Павло Скороходько, Катерина Буцька, Михайло Кришталь, Наталя Романько, Валерій Легін, Катерина Брайковська, Роман Чорний, Олександр Ігнатуша, Юлія Перенчук, Андрій Альохін,

## Музика
Працюючи над стрічкою, Баз Лурманн прагнув максимально точно відтворити книгу та епоху, але так, щоб історія була цікава і для молодого покоління. Для цього було вирішено використати сучасну музику, над створенням якої Лурманн і репер Jay-Z, виконавчий продюсер картини та альбому з саундтреком, працювали протягом двох років.
|               | Роман Френсіса Скотта Фіцджеральда рясніє згадками про сучасну музику того часу — 1922 року. Хоча ми усвідомлюємо, що це, як назвав її Фіцджеральд, «епоха джазу», і саме цей період зображено на екрані, ми — наша публіка — живемо в «епоху хіп-хопу» і хочемо, щоб наші глядачі зазнали впливу сучасної музики сьогодення так, як і Фіцджеральд зробив це свого часу з читачами роману. |
| — Баз Лурманн | |

Альбом із саундтреком фільму, що вийшов 6 травня 2013 року, було також і подарункове видання.
| Список треків | Список треків                                     | Список треків            | Список треків |
| #             | Назва                                             | Автори / Виконавці       | Тривалість    |
| ------------- | ------------------------------------------------- | ------------------------ | ------------- |
| 1.            | «100$ Bill»                                       | Jay-Z                    | 3:20          |
| 2.            | «Back to Black»                                   | Бейонсе, Андре 3000      | 3:21          |
| 3.            | «Bang Bang»                                       | Will.i.am                | 4:39          |
| 4.            | «A Little Party Never Killed Nobody (All We Got)» | Fergie, Q-Tip, GoonRock  | 4:01          |
| 5.            | «Young and Beautiful»                             | Лана Дель Рей            | 3:56          |
| 6.            | «Love Is the Drug»                                | Браян Феррі              | 2:41          |
| 7.            | «Over the Love»                                   | Florence + the Machine   | 4:21          |
| 8.            | «Where the Wind Blows»                            | Коко О з гурту «Quadron» | 3:50          |
| 9.            | «Crazy in Love»                                   | Емелі Санде              | 3:08          |
| 10.           | «Together»                                        | The xx                   | 5:25          |
| 11.           | «Hearts a Mess»                                   | Ґотьє                    | 6:04          |
| 12.           | «Love Is Blindness»                               | Джек Вайт                | 3:18          |
| 13.           | «Into the Past»                                   | Nero                     | 5:17          |
| 14.           | «Kill and Run»                                    | Sia                      | 3:35          |
| 56:56         |                                                   |                          |               |

| Список треків подарункового видання | Список треків подарункового видання               | Список треків подарункового видання | Список треків подарункового видання |
| #                                   | Назва                                             | Автори / Виконавці                  | Тривалість                          |
| ----------------------------------- | ------------------------------------------------- | ----------------------------------- | ----------------------------------- |
| 1.                                  | «100$ Bill»                                       | Jay-Z                               | 3:20                                |
| 2.                                  | «Back to Black»                                   | Бейонсе, Андре 3000                 | 3:21                                |
| 3.                                  | «Young and Beautiful»                             | Лана Дель Рей                       | 3:56                                |
| 4.                                  | «Love Is Blindness»                               | Джек Вайт                           | 3:18                                |
| 5.                                  | «Crazy in Love» (версія Kid Koala)                | Емелі Санде                         | 3:08                                |
| 6.                                  | «Bang Bang»                                       | Will.i.am                           | 4:39                                |
| 7.                                  | «I Like Large Parties» (діалог)                   | Елізабет Дебікі                     | 0:09                                |
| 8.                                  | «A Little Party Never Killed Nobody (All We Got)» | Fergie, Q-Tip, GoonRock             | 4:01                                |
| 9.                                  | «Love Is the Drug»                                | Браян Феррі                         | 2:41                                |
| 10.                                 | «Can't Repeat the Past?» (діалог)                 | Леонардо Ді Капріо, Тобі Маґвайр    | 0:08                                |
| 11.                                 | «Hearts a Mess»                                   | Ґотьє                               | 6:04                                |
| 12.                                 | «Where the Wind Blows»                            | Коко О з гурту «Quadron»            | 3:50                                |
| 13.                                 | «Green Light»                                     |                                     | 0:07                                |
| 14.                                 | «No Church in the Wild»                           | Jay-Z, Каньє Вест                   | 4:32                                |
| 15.                                 | «Over the Love»                                   | Florence + the Machine              | 4:21                                |
| 16.                                 | «Together»                                        | The xx                              | 5:25                                |
| 17.                                 | «Into the Past»                                   | Nero                                | 5:17                                |
| 18.                                 | «Kill and Run»                                    | Sia                                 | 3:35                                |
| 19.                                 | «Over the Love (Of You)»                          | Florence + the Machine, SBTRKT      | 2:59                                |
| 20.                                 | «Young and Beautiful» (оркестрова версія)         | Лана Дель Рей                       | 3:51                                |
| 21.                                 | «Gatsby Believed in the Green Light» (діалог)     | Тобі Маґвайр, Крейг Армстронг       | 3:52                                |
| 1:12:34                             |                                                   |                                     |                                     |

У чарті Billboard 200 альбом із саундтреком фільму стартував відразу з другої позиції — за перший тиждень було продано рекордних 137 тис. копій. У багатьох музичних рейтингах він увійшов до першої п'ятірки.
| Чарт (2013)                      | Вища позиція |
| -------------------------------- | ------------ |
| ARIA Australian Top 50 Albums    | 2            |
| Canadian Albums Chart            | 3            |
| Greek Albums Chart               | 5            |
| Italian Compilation Albums Chart | 3            |
| New Zealand Albums Chart         | 3            |
| UK Compilation Albums Chart      | 3            |
| US Billboard 200                 | 2            |
| US Alternative Albums            | 1            |
| US Rock Albums                   | 1            |
| US Soundtrack Albums             | 1            |

## Відгуки критики

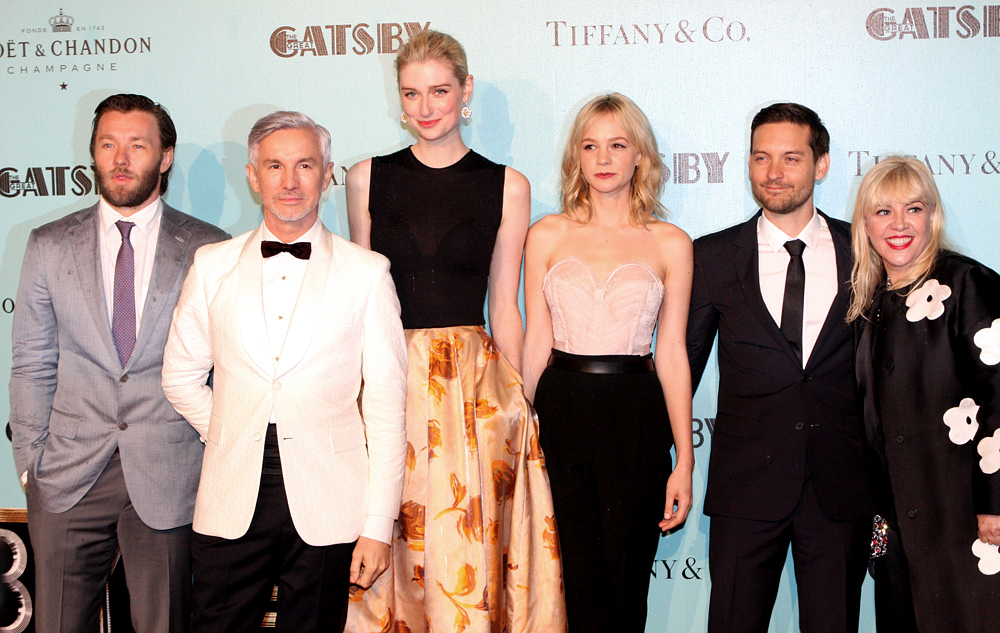
Зліва направо: Джоел Едгертон, Баз Лурманн, Елізабет Дебікі, Кері Малліган, Тобі Маґвайр і Кетрін Мартін на прем'єрі «Великого Гетсбі» у Сіднеї. 22 травня 2013

Стрічка отримала суперечливі, в цілому прохолодні відгуки критиків. Але Баз Лурманн закликав не поспішати з висновками та зауважив, що за життя Фіцджеральд так і не дочекався визнання своєї книги, а деякі критики взагалі, свого часу, називали письменника клоуном. Також режисер зазначив, що особисто для нього, найвищою оцінкою його роботи стали слова онуки Френсіса Скотта Фіцджеральда після перегляду фільму про те, що її дідусь пишався б такою екранізацією.
- Джо Моргенштерн («The Wall Street Journal»), позитивно оцінивши лише чудові декорації та костюми, категорично розкритикував картину:

«Великий Гетсбі» База Лурманна — це беззмістовна, по-ідіотському розказана історія, повна галасу та несамовитості.
- Ентоні Олівер Скотт («Нью-Йорк Таймс») назвав фільм «великим та галасливим, але надзвичайно приємним», а також відзначив майстерність режисера:

Особлива геніальність Лурманна — і з того шаленіють прихильники культурного пуризму різних мастей — полягає у його напруженому, ретельно вирахованому міксі вишуканості та вульгарності.
- Метт Золлер Сейтц (rogerebert.com) назвав Гетсбі у виконанні Леонардо Ді Капріо «найбільш визначним і, водночас, простим спецефектом фільму» та в цілому, визнаючи прорахунки Лурманна, достатньо високо оцінив стрічку:

Адаптація База Лурманна «Великого Гетсбі» не є катастрофою. Кожен кадр щирий. Витоки його прорахунків — у бажанні уникнути надмірної «шанобливості» до класичного роману — теоретично, гідна мета.
- Анна Купінська («Українська правда. Життя»):

У новій екранізації знаменитого роману «Великий Гетсбі» австралійцеві Базу Лурману вдалося поєднати свій ексцентричний, яскравий стиль із врівноваженою та багатою на метафори прозою Френсіса Скотта Фіцджеральда, і водночас передати драматизм та глибину першоджерела.
За рецензіями рейтинг стрічки на Rotten Tomatoes склав 49 %, українським глядачам вона прийшлася до вподоби більше — оцінка 9.39 з 10 ресурсу Kino-teatr.ua.

## Нагороди та номінації
| Нагороди та номінації | Нагороди та номінації                                       | Нагороди та номінації                                                  | Нагороди та номінації                                                                               | Нагороди та номінації |
| Рік                   | Нагорода                                                    | Категорія                                                              | Номінант                                                                                            | Результат             |
| --------------------- | ----------------------------------------------------------- | ---------------------------------------------------------------------- | --------------------------------------------------------------------------------------------------- | --------------------- |
| 2014                  | Премія «Оскар»                                              | Найкраща робота художника-постановника, художника-декоратора           | Кетрін Мартін (постановник), Беверлі Данн (декоратор)                                               | Перемога              |
| 2014                  | Премія «Оскар»                                              | Найкращий дизайн костюмів                                              | Кетрін Мартін                                                                                       | Перемога              |
| 2014                  | Премія БАФТА                                                | Найкраща робота художника-постановника                                 | Кетрін Мартін, Беверлі Данн                                                                         | Перемога              |
| 2014                  | Премія БАФТА                                                | Найкращий грим                                                         | Мауріціо Сільві, Керрі Ворн                                                                         | Номінація             |
| 2014                  | Премія БАФТА                                                | Найкращий дизайн костюмів                                              | Кетрін Мартін                                                                                       | Перемога              |
| 2014                  | Премія «Супутник»                                           | Найкраща оригінальна пісня                                             | «Young and Beautiful»                                                                               | Перемога              |
| 2014                  | Премія «Супутник»                                           | Найкраща робота художника-постановника та декоратора                   | Кетрін Мартін, Беверлі Данн                                                                         | Перемога              |
| 2014                  | Премія «Супутник»                                           | Найкращий дизайн костюмів                                              | Кетрін Мартін                                                                                       | Номінація             |
| 2014                  | Нагорода Греммі                                             | Найкраща збірка, що є саундтреком до візуального подання               | The Great Gatsby (Deluxe Edition)                                                                   | Номінація             |
| 2014                  | Нагорода Греммі                                             | Найкращий альбом, що є саундтреком до візуального подання              | Крейг Армстронг                                                                                     | Номінація             |
| 2014                  | Нагорода Греммі                                             | Найкраща пісня, написана для візуального подання                       | Лана Дель Рей, Рік Новелз («Young and Beautiful»)                                                   | Номінація             |
| 2014                  | Премія Гільдії артдиректорів США                            | Премія за відмінну роботу художника-постановника (фільм минулого часу) | Кетрін Мартін, Карен Мерфі, Єн Грасі, Демієн Дрю, Майкл Тернер, Саймон Елслі, Дженні Хічкок та інші | Перемога              |
| 2014                  | Премія Гільдії художників по костюмам США                   | Відмінна робота (фільм минулого часу)                                  | Кетрін Мартін                                                                                       | Номінація             |
| 2014                  | Премія AACTA Award                                          | Найкращий звук                                                         | Вейн Пашлі, Дженні Т. Вард, Фабіан Санджуріо, Філ Хейвуд, Стів Маслоу                               | Перемога              |
| 2014                  | Премія AACTA Award                                          | Найкращий фільм                                                        | Дуглас Вік, Люсі Фішер, Кетрін Мартін, Кетрін Непмен, Баз Лурманн                                   | Перемога              |
| 2014                  | Премія AACTA Award                                          | Найкраща режисерська робота                                            | Баз Лурманн                                                                                         | Перемога              |
| 2014                  | Премія AACTA Award                                          | Найкращий адаптований сценарій                                         | Баз Лурманн, Крейг Пірс                                                                             | Перемога              |
| 2014                  | Премія AACTA Award                                          | Найкращий актор у головній ролі                                        | Леонардо Ді Капріо                                                                                  | Перемога              |
| 2014                  | Премія AACTA Award                                          | Найкраща актриса у головній ролі                                       | Кері Малліган                                                                                       | Номінація             |
| 2014                  | Премія AACTA Award                                          | Найкращий актор у ролі другого плану                                   | Джоел Едгертон                                                                                      | Перемога              |
| 2014                  | Премія AACTA Award                                          | Найкраща актриса у ролі другого плану                                  | Елізабет Дебікі                                                                                     | Перемога              |
| 2014                  | Премія AACTA Award                                          | Найкраща актриса у ролі другого плану                                  | Айла Фішер                                                                                          | Номінація             |
| 2014                  | Премія AACTA Award                                          | Найкраща робота оператора                                              | Саймон Дагган                                                                                       | Перемога              |
| 2014                  | Премія AACTA Award                                          | Найкращий монтаж                                                       | Метт Вілла, Джейсон Баллантайн, Джонатан Редмонд                                                    | Перемога              |
| 2014                  | Премія AACTA Award                                          | Найкраща оригінальна музика                                            | Крейг Армстронг                                                                                     | Перемога              |
| 2014                  | Премія AACTA Award                                          | Найкраща робота художника-постановника                                 | Кетрін Мартін, Карен Мерфі, Єн Грасі, Беверлі Данн                                                  | Перемога              |
| 2014                  | Премія AACTA Award                                          | Найкращий дизайн костюмів                                              | Кетрін Мартін, Сільвана Аззі Хераз, Керрі Томпсон                                                   | Перемога              |
| 2014                  | Премія AACTA Award                                          | Видатні досягнення у візуальних ефектах                                | Кріс Годфрі, Пруї Флетчер, Тоні Коул, Енді Браун                                                    | Перемога              |
| 2014                  | Премія AACTA International Award                            | Найкраща режисерська робота                                            | Баз Лурманн                                                                                         | Номінація             |
| 2014                  | Премія AACTA International Award                            | Найкраща роль другого плану                                            | Джоел Едгертон                                                                                      | Номінація             |
| 2014                  | Кінопремія «Вибір критиків»                                 | Найкраща робота художника-постановника                                 | Кетрін Мартін, Беверлі Данн                                                                         | Перемога              |
| 2014                  | Кінопремія «Вибір критиків»                                 | Найкращий дизайн костюмів                                              | Кетрін Мартін                                                                                       | Перемога              |
| 2014                  | Кінопремія «Вибір критиків»                                 | Найкраща пісня                                                         | Лана Дель Рей («Young and Beautiful»)                                                               | Номінація             |
| 2014                  | Премія Вибір народу                                         | Найкращий фільм-драма                                                  | | Номінація             |
| 2014                  | Премія «Імперія»                                            | Найкращий жіночий дебют                                                | Елізабет Дебікі                                                                                     | Номінація             |
| 2014                  | Премія Спілки кінокритиків Австралії                        | Найкращий фільм                                                        | Дуглас Вік, Люсі Фішер, Кетрін Мартін, Кетрін Непмен, Баз Лурманн                                   | Номінація             |
| 2014                  | Премія Спілки кінокритиків Австралії                        | Найкраща режисерська робота                                            | Баз Лурманн                                                                                         | Номінація             |
| 2014                  | Премія Спілки кінокритиків Австралії                        | Найкращий актор у головній ролі                                        | Леонардо Ді Капріо                                                                                  | Номінація             |
| 2014                  | Премія Спілки кінокритиків Австралії                        | Найкращий актор у ролі другого плану                                   | Джоел Едгертон                                                                                      | Перемога              |
| 2014                  | Премія Спілки кінокритиків Австралії                        | Найкраща актриса у ролі другого плану                                  | Елізабет Дебікі                                                                                     | Номінація             |
| 2014                  | Премія Спілки кінокритиків Австралії                        | Найкраща актриса у ролі другого плану                                  | Айла Фішер                                                                                          | Номінація             |
| 2014                  | Премія Спілки кінокритиків Австралії                        | Найкраща робота оператора                                              | Саймон Дагган                                                                                       | Перемога              |
| 2014                  | Премія Спілки кінокритиків Австралії                        | Найкраща музика                                                        | Крейг Армстронг                                                                                     | Номінація             |
| 2014                  | Премія Спілки кінокритиків Австралії                        | Найкращий монтаж                                                       | Джонатан Редмонд                                                                                    | Перемога              |
| 2014                  | Премія Спілки кінокритиків Австралії                        | Найкраща робота художника-постановника                                 | Кетрін Мартін                                                                                       | Перемога              |
| 2014                  | Премія Golden Reel Awards                                   | Найкращий монтаж звуку в художньому фільмі                             | Джейсон Рудер, Тім Раян, Крейґ Бекетт                                                               | Перемога              |
| 2014                  | Премія VES Award                                            | Видатні другорядні візуальні ефекти в художньому фільмі                | Кріс Годфрі, Пруї Флетчер, Джойс Кокс                                                               | Номінація             |
| 2013                  | Премія ASSG Award                                           | Саундтрек року для художнього фільму                                   | | Перемога              |
| 2013                  | Премія ASSG Award                                           | Найкращий звук                                                         | | Перемога              |
| 2013                  | Премія ASSG Award                                           | Найкращий звук у звуковому оформленні фільму                           | | Перемога              |
| 2013                  | Премія Об'єднання кінокритиків Флориди                      | Найкраща робота художника-постановника                                 | Кетрін Мартін                                                                                       | Перемога              |
| 2013                  | Премія Асоціації кінокритиків Чикаго                        | Найкраща робота художника-постановника                                 | Кетрін Мартін, Карен Мерфі, Демієн Дрю, Єн Грасі, Майкл Тернер                                      | Номінація             |
| 2013                  | Премія Спілки кінокритиків Фенікса                          | Найкращий дизайн костюмів                                              | Кетрін Мартін                                                                                       | Перемога              |
| 2013                  | Премія Спілки кінокритиків Фенікса                          | Найкраща оригінальна пісня                                             | «Young and Beautiful»                                                                               | Номінація             |
| 2013                  | Премія Спілки кінокритиків Фенікса                          | Найкраща робота оператора                                              | Саймон Дагган                                                                                       | Номінація             |
| 2013                  | Премія Спілки кінокритиків Фенікса                          | Найкращі декорації                                                     | Кетрін Мартін, Карен Мерфі                                                                          | Номінація             |
| 2013                  | Премія Спілки кінокритиків Сан-Дієго                        | Найкращі декорації                                                     | Кетрін Мартін, Карен Мерфі                                                                          | Перемога              |
| 2013                  | Премія Спілки кінокритиків Сан-Дієго                        | Найкраща робота оператора                                              | Саймон Дагган                                                                                       | Номінація             |
| 2013                  | Премія Асоціації кінокритиків Вашингтонської агломерації    | Найкраща робота художника-постановника                                 | Кетрін Мартін, Беверлі Данн                                                                         | Перемога              |
| 2013                  | Премія Асоціації кінокритиків Вашингтонської агломерації    | Найкраща режисерська робота                                            | Баз Лурманн                                                                                         | Номінація             |
| 2013                  | Премія Асоціації кінокритиків Вашингтонської агломерації    | Найкраща робота оператора                                              | Саймон Дагган                                                                                       | Номінація             |
| 2013                  | Міжнародний Фестиваль операторського мистецтва «Camerimage» | Найкращий художній фільм у форматі 3D                                  | Саймон Дагган                                                                                       | Номінація             |
| 2013                  | Премія Golden Trailer Awards                                | Найкраще шоу                                                           | Warner Brothers, Trailer Park                                                                       | Номінація             |
| 2013                  | Премія Golden Trailer Awards                                | Найкраща музика                                                        | Warner Brothers, Trailer Park                                                                       | Номінація             |
| 2013                  | Премія Golden Trailer Awards                                | Найкраща романтика                                                     | Warner Brothers, Trailer Park                                                                       | Номінація             |
| 2013                  | Премія Key Art Award                                        | Найкращий маркетинг у цифрових медіа                                   | Warner Brothers, Think Hammond Productions                                                          | 2 місце               |
| 2013                  | Премія Key Art Award                                        | Найкращий трейлер                                                      | Warner Brothers, Trailer Park (реклама на ТБ «Epic Romance»)                                        | 3 місце               |
| 2013                  | Премія Key Art Award                                        | Найкращий трейлер                                                      | Warner Brothers, Wild Card («First Theatrical Trailer»)                                             | 3 місце               |
| 2013                  | Премія Key Art Award                                        | Найкраще аудіо та візуальне виконання                                  | Jay-Z, Кенні Вест, Джек Вайт, Warner Brothers, Wild Card («First Theatrical Trailer»)               | 3 місце               |
| 2013                  | Премія Teen Choice Awards                                   | Choice Movie: Драма                                                    | | Номінація             |
| 2013                  | Премія Teen Choice Awards                                   | Choice Movie: Драматичний актор                                        | Леонардо Ді Капріо                                                                                  | Номінація             |
| 2013                  | Премія Teen Choice Awards                                   | Choice Movie: Драматична актриса                                       | Кері Малліган                                                                                       | Номінація             |
| 2013                  | Премія World Soundtrack Awards                              | Найкраща оригінальна пісня, написана для фільму                        | Лана Дель Рей, Рік Новелз («Young and Beautiful»)                                                   | Номінація             |
| 2012                  | Премія ASSG Award                                           | Найкращий звук у звуковому оформленні фільму                           | | Номінація             |
| 2012                  | Премія ASSG Award                                           | Саундтрек року для художнього фільму                                   | | Номінація             |